# Култура Тафи
Културата Тафи (на испански: Cultura Tafí) е археологическа култура, съществувала в периода около 300 г. пр. Хр. – 600 г.сл. Хр. в района на Тафи дел Вале, в съвременната аржентинска провинция Тукуман. Вероятно произхожда от района на боливийските планини.
Представителите на културата Тафи са земеделски производители, които основно отглеждат царевица. Развъждат като домашно животно лами. Прехраната си допълват с лов на животни и риболов. Селищата на Тафи са малки, жилищата са с кръгла форма, с каменни стени, с покриви от клони и слама.
Тафи изпитва влияние и е свързана с културата Канделария.
Характерни паметници са големите каменни монолити с височина до 3 метра известен като менхири (menhirs), някои от които са украсени с барелефи.